# Molson Lake
Der Molson Lake ist ein See in der kanadischen Provinz Manitoba. 

## Lage
Der See liegt 80 km nordöstlich des Winnipegsees und hat eine Länge von 45 km in ostwestlicher und eine Breite von 20 km in nordsüdlicher Richtung mit einer Fläche von 391 km² (einschließlich Inseln 400 km²) und ist damit etwas kleiner als der Bodensee. Er gehört zum Flusssystem des Hayes River. Der See ist sehr fischreich und daher bei Anglern beliebt.

## Beleg
1. 1 2  Natural Resources Canada - The Atlas of Canada - Lakes (Memento vom 14. Januar 2013 im Internet Archive)